# Karl von Gareis
Karl Heinrich Franz Gareis (Bamberg, Munique, 24 de abril de 1844), também conhecido como Carl Gareis, foi um jurista e autor alemão.

## Educação e carreira
Karl Gareis foi filho de Wilhelm Gareis (1806-1887), Diretor do tribunal de recurso de Bamberg, e de Kunigunde Rothmaier. Frequentou as escolas de Munique e Amberg, estudando direito de 1863 a 1866 nas universidades de Munique, Heidelberg e de Würzburg, onde, em 1868, completou seu doutorado e, posteriormente, sua livre-docência. A partir de 1870 ele foi professor em Würzburg. Posteriormente, a partir de 1873, foi professor de direito na Universidade de Berna, especializando-se em direito empresarial. Foi nomeado professor da Universidade de Giessen em 1875, e Reitor de 1884 a 1888.
A partir de 1888, ele deu aulas na Universidade de Königsberg ,e a partir de 1902, em Munique. No ano letivo de 1893/94 foi Vice-reitor da Albertus Universidade de Königsberg. Em 1912/13, ele assumiu a reitoria da Universidade Ludwig-Maximilians de Munique, onde lecionou de 1902 a 1917.
Como Chanceler da Universidade de Giessen, ele foi membro da primeira câmara do Grão-Ducado de Hesse de 1884 a 1888.  Em abril de 1888, ele se aposentou como Chanceler e membro do Parlamento.
De 1878 a 1881 Gareis foi membro do partido nacional liberal do Reichstag Alemão. Gareis foi autor de muitas publicações sobre direito internacional e contribuiu para uma enciclopédia jurídica. Além disso, Gareis foi editor do Jornal Blätter für Rechtsanwendung "folhas para a aplicação da lei" desde 1902.

## Prêmio Carl Gareis
A faculdade de Direito e Economia da Universidade de Bayreuth dá desde 2009, o Prêmio Carl Gareis a dissertações de destaque no campo da história do direito ou do Direito de propriedade Intelectual. O prêmio é de €1,000.

## Obras

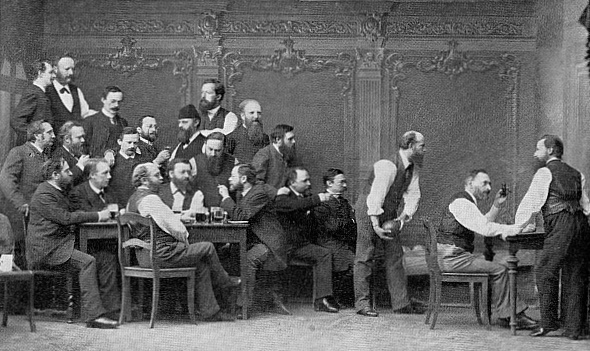
Gareis durante reunião da Associação de ciências médicas

- Die Verträge zu gunsten Dritter (1873)
- Irrlehren über den Kulturkampf. Berlin 1876
- Encyclopädie und Methodologie der Rechtswissenschaft. Giessen 1877
- Grundriss zu Vorlesungen über das deutsche bürgerliche Recht. Giessen 1877
- Über die Bestrebungen der Sozialdemokratie. Giessen 1877
- Gareis, Carl/Zorn, Philipp: Staat und Kirche in der Schweiz. Eine Darstellung des eidgenössischen und kantonalen Kirchenstaatsrechtes mit besonderer Rücksicht auf die neuere Rechtsentwicklung und die heutigen Conflicte zwischen Staat und Kirche, Band 1. Zürich: Orell-Füssli 1877, Band 2 Zürich: Orell-Füssli 1878
- Das heutige Völkerrecht und der Menschenhandel, eine völkerrechtliche Abhandlung, zugleich Ausgabe des deutschen Textes der Verträge vom 20. Dezember 1841 und 29. März 1879. Heymann, Berlin 1879
- Das deutsche Handelsrecht (1880)
- Allgemeines Staatsrecht. (in Handbuch des öffentlichen Rechts. 1883)
- Der Sklavenhandel, das Völkerrecht und das deutsche Recht. Berlin 1884
- Deutsches Kolonialrecht. Berlin 1884
- Institutionen des Völkerrechts. Ein kurzgefasstes Lehrbuch. 1884 Giessen 2 1901
- Die Creationstheorie. Preisschrift Würzburg 1888
- Vom Begriff Gerechtigkeit. Giessen: Töpelmann, 1907
- Das Recht am menschlichen Körper (1900)
- Moderne Bewegungen in der Wissenschaft des deutschen Privatrechts: Rede. München, 1912

## Literatura
- Diethelm Klippel: Die Theorie der Persönlichkeitsrechte bei Karl Gareis (1844–1923). In: Ulrich Loewenheim und Thomas Raiser (Hrsg.): Festschrift für Fritz Traub. Deutscher Fachverlag, Frankfurt a.M. 1994, S. 211 ff., ISBN 3-87150-451-3
- Diethelm Klippel: Karl von Gareis (1844-1923). In: Simon Apel, Louis Pahlow, Matthias Wießner (Hrsg.): Biographisches Handbuch des Geistigen Eigentums, Mohr Siebeck, Tübingen 2017, S. 109–118.
- Dieter Schwab: Geschichtliches Recht und moderne Zeiten. Einige Gedanken zu Leben und Werk von Karl Gareis. In: Diethelm Klippel (Hrsg.): Geschichtliches Recht und moderne Zeiten. C.F. Müller, Heidelberg 1995, S. 3 ff., ISBN 3-8114-5695-4
- Klaus-Dieter Rack: Hessische Abgeordnete 1820–1933. Biographische Nachweise für die Erste und Zweite Kammer der Landstände des Grossherzogtums Hessen, Darmstadt 2008, ISBN 978-3-88443-052-1, S. 331–332.